# 2015-ös párizsi terrortámadás (Charlie Hebdo)
A 2015-ös párizsi terrortámadás a Charlie Hebdo szerkesztősége ellen 2015. január 7-én, szerdán történt, amikor két dzsihádista fegyveres, Saïd és Chérif Kouachi megtámadta a Charlie Hebdo című francia szatirikus hetilap párizsi szerkesztőségét. A támadásban 12 személy halt meg és további 11-en megsebesültek. A támadók két nap rendőrségi hajsza után Dammartin-en-Goële iparterületén egy nyomda épületébe vették be magukat. A Kouachi fivérekkel kapcsolatban álló Amedy Coulibaly csütörtök reggel Montrouge-ban lelőtt egy rendőrt és megsebesített egy embert, majd egy nappal később négy embert megölt és tizenötöt túszul ejtett egy kóser szupermarketben. Január 9-én, pénteken délután a rendőrség a két helyszínen közel egyidejűleg indított akciókban végzett a támadókkal, és kiszabadította a túszokat.
A halálos áldozatok száma összesen 20 (köztük a három támadó), a sebesültek száma 21 volt, közülük több súlyos sérült. Ezzel – a 2015. november 13-án éjjel történt összehangolt támadássorozat után – ez volt Franciaország második legtöbb halálos áldozattal járó terrorcselekménye 1961. június 18. óta, amikor 28-an hunytak el egy vonaton történt robbantás következtében.

## Háttér
A Charlie Hebdo erősen vallásellenes és az iszlámot is sokszor kigúnyoló hetilap. Előző, Párizs XX. kerületében található székhelyét korábban már érte támadás.
Chérif Kouachi egy rennes-i árvaházban nőtt fel, majd fitneszedzőnek tanult. Később Párizsba költözött. 2008-ban 3 éves börtönbüntetésre ítélték, ahol egyre jobban az iszlám felé fordult. Később egy Stalingrad kerületbeli mecsetbe járt fivérével, ahol Farid Benyettou radikális imám befolyása alá kerültek. 2010-ben Saïd Kouachira terelődött a gyanú, hogy közreműködött egy iszlamista rab szökési kísérletében, de nem találtak bizonyítékot ellene. A testvérpár 2011-ben az arab tavasz miatt forrongó Ománba, majd titokban a szintén zavaros helyzetű Jemenbe utazott, ahol katonai kiképzést kaptak az al-Kaida ottani szárnyától, az Arab-félsziget al-Kaidája (AQAP) nevű szervezettől.

## Események

### Támadás a Charlie Hebdo szerkesztősége ellen
2015. január 7-én délelőtt két feketébe öltözött, golyóálló mellényt viselő férfi jelent meg a rue Nicolas-Appert 6. szám alatt, tévedésből két házra a Charlie Hebdo székhelyétől. Miután felismerték hogy címet tévesztettek, egy üvegajtót keresztüllőve megfenyegették a jelenlévő alkalmazottakat, hogy megtudják a pontos címet. Ezt követően átmentek a 10. számhoz, ahol 2014. július 1. óta a lap szerkesztősége működött, a korábbi fenyegetések miatt minden feltűnés nélkül. Az épületbe belépve két takarítóval találkoztak, akiktől szintén megkérdezték, hogy hol található a szerkesztőség, majd felfelé indultak a lépcsőn. Az egyik karbantartót megölték. Ott találkoztak Corinne Rey (Coco) rajzolóval, aki megpróbálta a második helyett a harmadik emeletre vezetni őket, de egy újabb alkalmazott megfenyegetése után végül megtalálták a szerkesztőség ajtaját, ahol Coco fegyveres fenyegetés hatására beütötte az ajtónyitó kódot.
Közép-európai idő szerint 11:30 körül a két álarcot viselő férfi behatolt a szerkesztőségbe, ahol mint minden szerdán 10:30-kor, ezúttal is szerkesztőségi értekezletet tartottak – ennek időpontjáról a támadóknak tudomása lehetett. Az értekezletnek helyet adó teremben lövöldözni kezdtek, és öt perc leforgása alatt tíz embert (a hetilap nyolc munkatársát, egy meghívott vendégét és a védelmükre kirendelt rendőrt) agyonlőttek, ezen felül tizenegyet megsebesítettek, köztük négyet súlyosan. Összesen mintegy 50 lövés történt. A túlélők szerint eközben az „Allahou akbar” („Isten a legnagyobb”) és „Vous allez payer, car vous avez insulté le Prophète” („Megfizettek, mert sértegettétek a Prófétát”) mondatokat kiabálták; előbbi egy amatőr videón is hallható.
Távozás után beszálltak a ház előtt álló fekete Citroën C3-ba, amelyet egy szemtanú szerint egy harmadik férfi vezetett a helyszínre, aki robogón távozott. A két támadó az Allée verte nevű utcán keresztül hagyta el a helyszínt, ahol lövést váltottak egy kerékpáros rendőrjárőrrel, majd a rue Pelée-n egy másik rendőrjárőrrel is – ezekben nem sérült meg senki. A támadókat, akik Szlovákiából beszerzett Kalasnyikov gépkarabélyokkal és vadászpuskákkal voltak felfegyverkezve, rögzítette egy videófelvétel, amint – francia nyelven, akcentus nélkül – az „On a vengé le prophète Mohamed!” („Megbosszultuk Mohamed prófétát!”) és az „On a tué Charlie Hebdo!” („Megöltük a Charlie Hebdót!”) mondatokat kiabálták. Menekülés közben a boulevard Richard-Lenoiron fejbelőttek egy korábban megsebesített rendőrt. A rendőr kivégzését az épület tetőterében tartózkodó újságírók egyike mobiltelefonjával rögzítette, a videó bejárta a világsajtót.

### A támadók üldözése
A támadók Párizs északi része felé menekültek. A place du Colonel-Fabiennél nekiütköztek egy másik autónak, ezért járművüket magára hagyták, és egy Renault Clio vezetőjét kényszerítették gépkocsija átadására. A rabolt autóval hajtottak tovább, a rendőrség pedig a porte de Pantinnél elveszítette a nyomukat. Eközben azonban az ott hagyott autóban felejtették egyikük – a 34 éves Saïd Kouachi – személyi igazolványát, testvérét, a 32 éves Chérif Kouachit pedig a járműben hagyott Molotov-koktélon talált ujjlenyomat alapján azonosították a nyomozók.
Szerdáról csütörtökre virradóra a rendőrség (a RAID és a GIPN) házkutatásokat végzett Reimsben és Charleville-Mézières-ben, és felhívást tettek közzé a gyanúsítottak fényképével. A 18 éves Mourad Hamyd, akinek a neve felmerült mint a támadók esetleges sofőrje, önként jelentkezett a rendőrségen, hogy alibit igazoljon. Másnap a támadók kiraboltak egy benzinkutat Villers-Cotterêts-ben, majd ismét nyomuk veszett.
Másfél napi menekülés után a csütörtökről péntekre virradó éjszakát a Villers-Coterêt környéki hatalmas erdős területen töltötték, ahol időközben a rendőrség nagy erőkkel kereste őket. Január 9-én, pénteken reggel Nanteuil-le-Haudouin közelében gyalog hagyták el az erdőt, majd egy autóvezetőt járműve átadására kényszerítve gépkocsival menekültek tovább. Eközben találkoztak egy rendőrjárőrrel, akikkel tűzpárbajba keveredtek, és egyikük könnyebben megsérült. Ezt követően a két támadó behatolt egy nyomda épületébe a Seine-et-Marne megyei Dammartin-en-Goële iparterületén. A tulajdonost túszul ejtették, de 10:20 körül elengedték. Az épületben egy másik alkalmazott is tartózkodott, de ő el tudott bújni, így ottlétéről nem szereztek tudomást. 11:45-kor a GIGN (a csendőrség bevetési csoportja) telefonon megpróbált tárgyalni a támadókkal, de ők nem reagáltak. Később kiderült, hogy a BFM-TV kapcsolatba tudott lépni velük; az Arab-félszigeti al-Káida tagjainak vallották magukat, bár a szervezet nem vállalta magára a támadást. 17 órakor végül a főbejáraton keresztül elhagyták az épületet, és tüzet nyitottak a csendőrökre, akik gránátvetőkkel végeztek velük. Az épületben egy M82-es rakétavetőt, tíz füstgránátot, két Kalasnyikovot és két automata pisztolyt találtak.

### Montrouge-i lövöldözés
Január 8-án reggel 7:10-kor Montrouge-ban, Párizs déli elővárosában egy könnyű kimenetelű közlekedési balesethez érkeztek ki a rendőrök, amikor egy – a balesetben nem érintett – lopott járműből kiszálló, fekete ruhát és golyóálló mellényt viselő, Kalasnyikovval és maroklőfegyverrel felszerelkezett férfi tüzet nyitott rájuk. A támadásban egy rendőrnő meghalt, továbbá egy utcaseprő súlyosan megsebesült. A támadó – mint a DNS-azonosítás alapján utólag kiderült, a 33 éves, a Kouachi testvérekkel kapcsolatban álló Amedy Coulibaly – elmenekült a helyszínről.

### Porte de Vincennes-i túszejtés
Néhány órával a rendőrnő meggyilkolása után Amedy Coulibaly újabb támadásra felszólító elektronikus leveleket kapott. Január 9-én, pénteken 13:35-kor behatolt egy kóser szupermarketbe a párizsi Porte de Vincennes-nál, és az üzletben tartózkodók közül négyet megölt, tizenötöt pedig túszul ejtett. A túszok megölésével fenyegetőzött abban az esetben, ha a biztonsági erők támadást indítanának a Kouachi fivérek ellen a nyomdában. 17 óra körül, a Dammartin-en-Goële-i eseményekkel csaknem egy időben a RAID (rendőrség elit egysége) behatolt az üzletbe, a túszejtőt tűzpárbajban megölték, a túszokat pedig kiszabadították. Az akcióban négy rendőr megsérült. A helyszínen a támadás után két maroklőfegyvert és két kalasnyikovot találtak. Coulibaly barátnőjét, a 26 éves Hayat Boumeddiene-t még keresték a hatóságok, mert a gyanú szerint része volt a terrorcselekmények előkészítésében, de a török hírszerző szolgálat szerint 8-án, csütörtökön már átment a török-szír határon.

## Áldozatok
- Frédéric Boisseau, 42 éves karbantartó, akit az előcsarnokban lőttek le
- Franck Brinsolaro, 49 éves rendőr, Charb testőre.[23]
- Cabu (Jean Cabut), 76 éves karikaturista
- Elsa Cayat, 54 éves, pszichoanalitikus és újságíró
- Charb (Stéphane Charbonnier), 47 éves karikaturista, a Charlie Hebdo főszerkesztője.
- Philippe Honoré, 74 éves karikaturista
- Bernard Maris, 68 éves közgazdász, szerkesztő, újságíró.[24][25]
- Ahmed Merabet, 42 éves muszlim rendőr[26][27] fejbelőtték, miután sebesülten feküdt a földön[28][29][30]
- Moustapha Ourrad, algériai szövegíró.[26][31][32][33]
- Michel Renaud, 69 éves vendég, az értekezlet résztvevője[34]
- Tignous (Bernard Verlhac), 57 éves karikaturista[35]
- Georges Wolinski, 80 éves karikaturista[36]

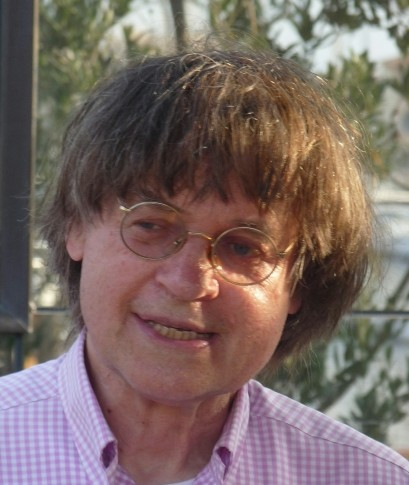
Cabu 2012-ben
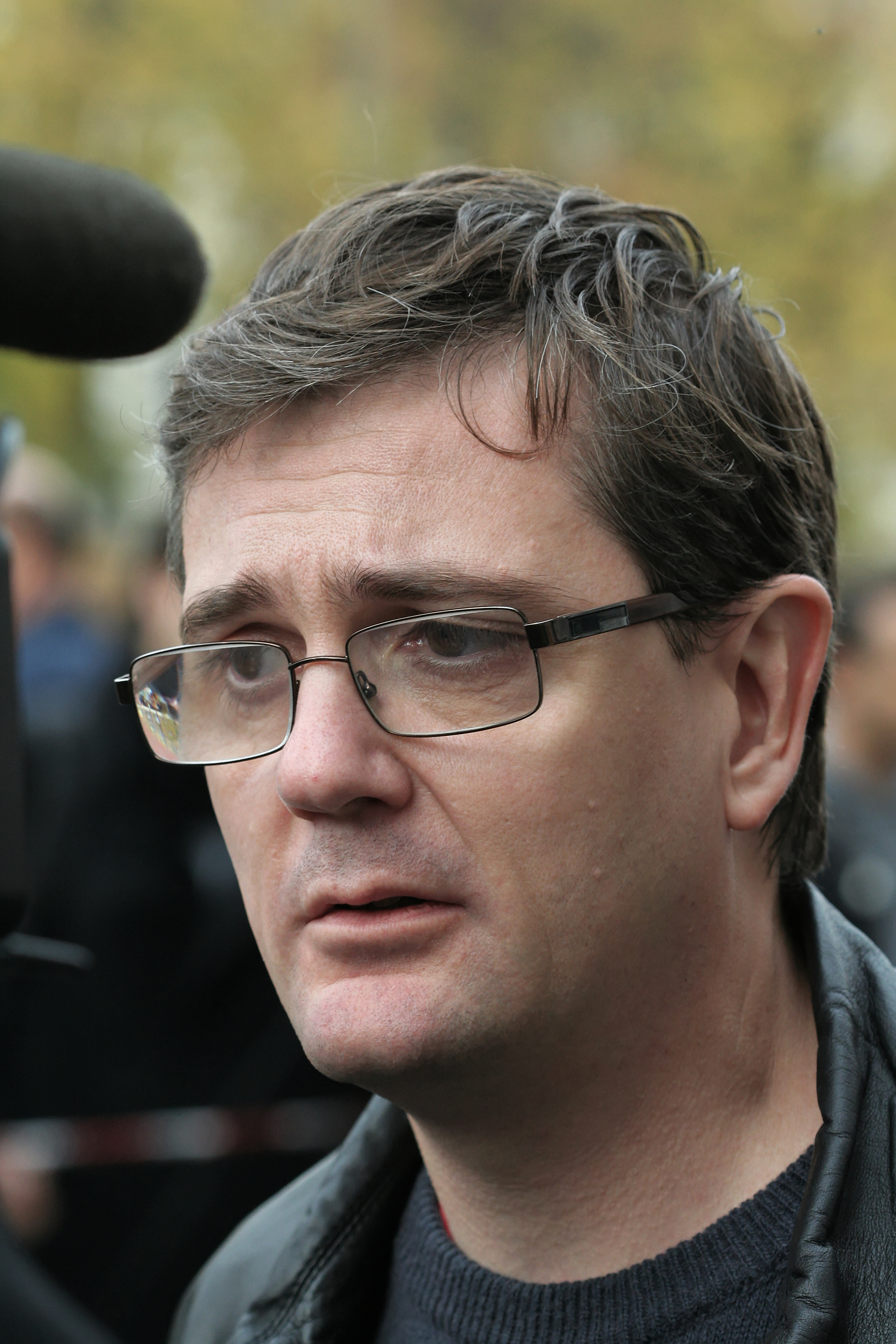
Charb 2011-ben
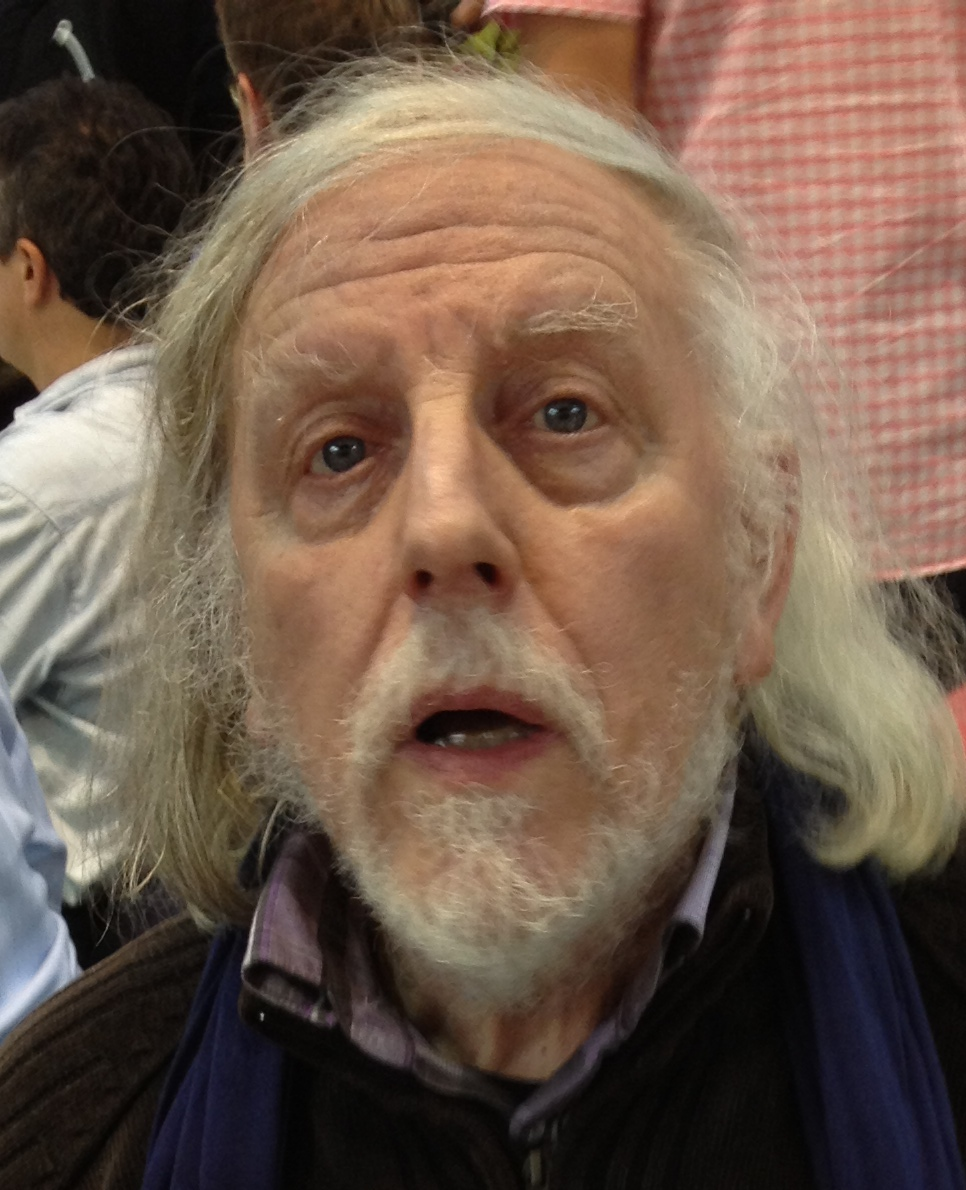
Honoré 2012-ben
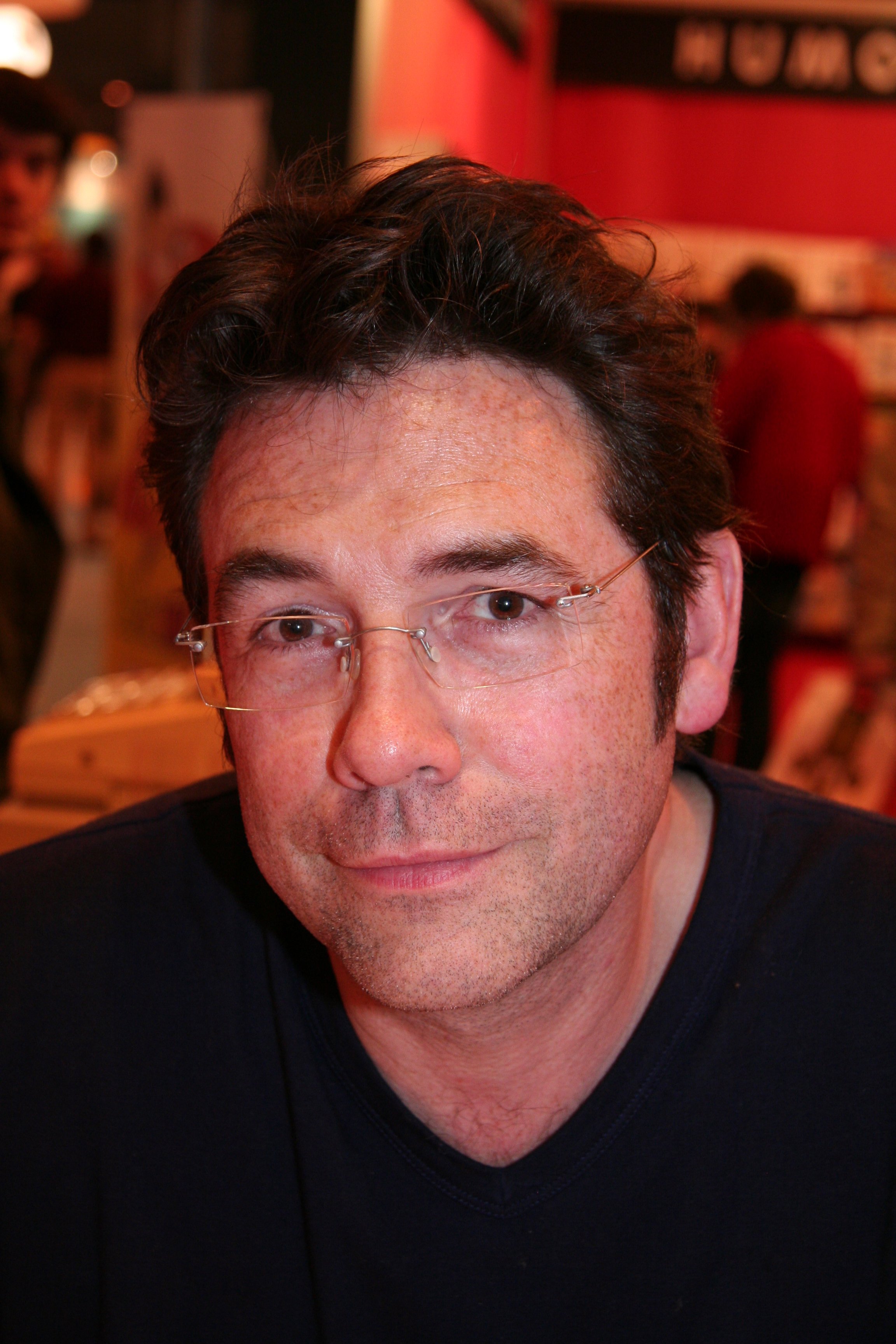
Tignous 2008-ban
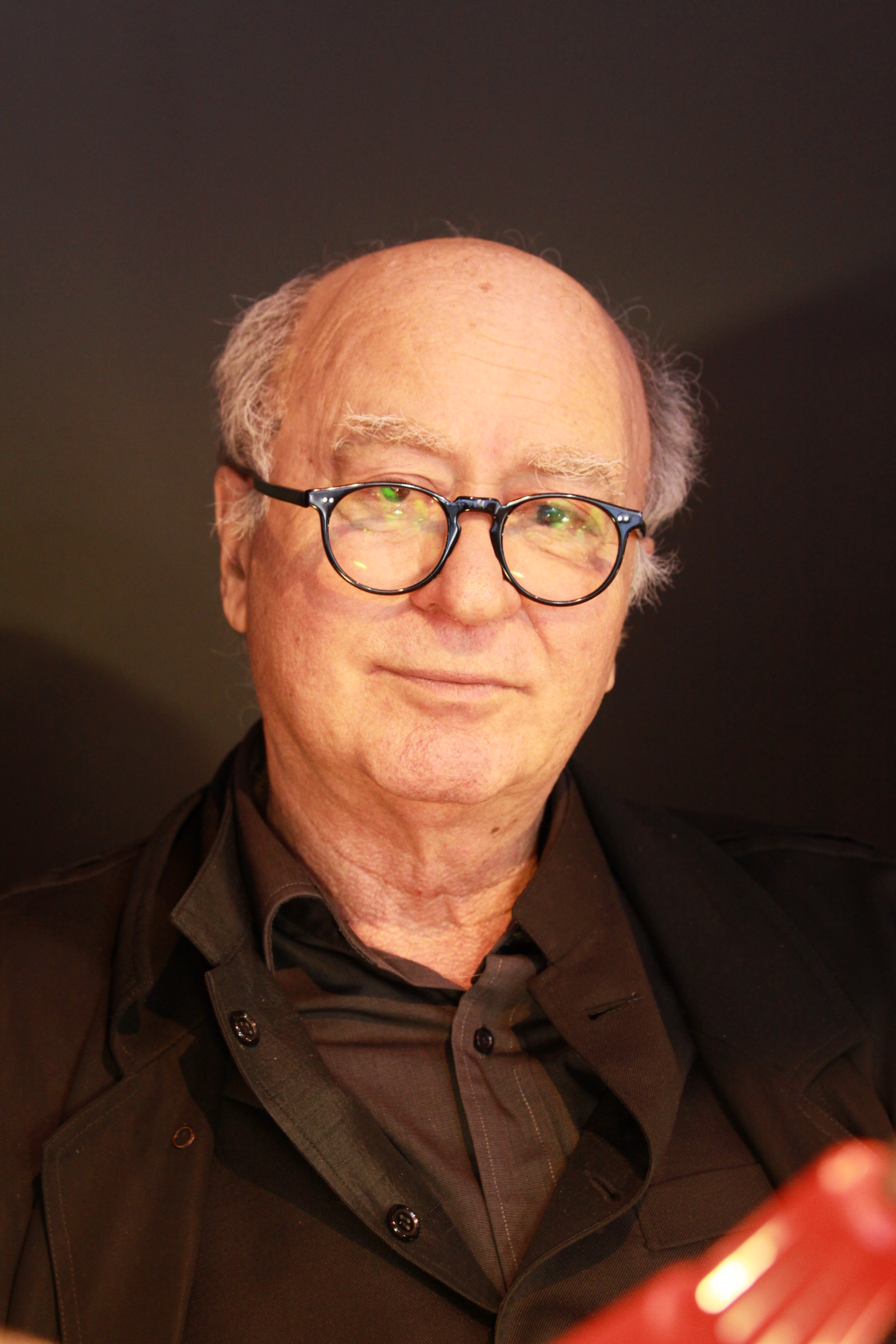
Wolinski 2011-ben

Az öt meggyilkolt francia karikaturista közül ketten egy egész generáció mesterei, és azóta az illetlenség militánsai, amióta a generációjuk 1970 körül fokozatosan arrébb tolta a cenzúra határait a francia társadalomban: a rasszista és nyűgös beauf („sógor”) figurájáért híres, az emberi butaság és a vallások ellen vívó, 76 éves Cabu (valódi nevén Jean Cabut), és a Roi des cons („hülyék királya”) figura atyja, a tiszteletlen és pikáns rajzokat készítő, 80 éves Wolinski (Georges Wolinski).

## Sajtóvisszhang
- BLM:  „A gyilkosok Franciaország gyermekei”.  Magyar Nemzet,   (2015. január 10.)  arch Hozzáférés: 2015. január 10.
- Ostrom vetett véget a kettős túszdrámának.  Népszabadság,   (2015. január 9.)
- Könczey Elemér:  Különbség van a véleményszabadság és véleményszabadosság között.  Szabadság,   (2015. január 9.)  arch Hozzáférés: 2015. január 10.
- Túszdráma Franciaországban – Nagyítás-fotógaléria.  hvg.hu,   (2015. január 9.)
- Három nap terror Franciaországban.  index.hu,   (2015. január 10.)
- Ferenc pápa: mekkora kegyetlenségre képes az ember!  Krónika,   (2015. január 10.)
- Rostás Szabolcs:  Könczey: a karikaturista csínján bánjon a kritikával!  Krónika,   (2015. január 8.)
- „A nevetés emberi jog”.  Népújság,   (2015. január 12.)

## Később
A Kouachi fivéreket ismeretlen helyen, a rokonok meghívása nélkül és titokban temették el a hatóságok Reimsben és Gennevilliers-ben. 2015 áprilisában egy amerikai drón megölte Nászir al-Anzit, az AQAP magas rangú vezetőjét, a támadás szervezőjét Mukallában, Jemenben.
A merénylet után megjelent első Charlie Hebdo-szám 7 millió példányban fogyott el, a lap előfizetőinek a száma 10-ről 200 ezerre nőtt, és 2,37 millió eurónyi adományt is kaptak. Összesen kb. 30 millió eurós bevételre tettek szert. A halálesetek miatt megváltozott tulajdonosi hátterű lap maradék dolgozói magasabb részesedést követeltek a nyereségből.
2015. január 11-én Párizsban megemlékező tömegfelvonulást tartottak, melyen számos ország vezető politikusa is részt vett, köztük Orbán Viktor, Magyarország miniszterelnöke, aki az események kapcsán a gazdasági migráció káros voltáról beszélt.